# Ляпин, Игорь Иванович
И́горь Ива́нович Ляпин (10 октября 1941, Каменск-Уральский — 2 июня 2005, Москва) — русский советский поэт и переводчик.
Член Союза писателей СССР (1974). Главный редактор издательства «Детская литература» (1979—1982). Первый секретарь Союза писателей России. Член-корреспондент Международной славянской академии наук, культуры, искусства и образования.

## Биография
Родился 10 октября 1941 года на Урале в городе Каменске-Уральском. Вырос на Украине, в городе Никополе, где окончил среднюю школу и Металлургический техникум. Работал на Южнотрубном заводе, занимался в городском литературном объединении, публиковал стихи в местной печати. После службы в рядах Советской Армии поступил в Литературный институт имени А. М. Горького. По первой книге стихов в 1974 году был принят в Союз писателей СССР.
После окончания Литературного института работал заведующим редакцией поэзии в издательстве «Современник». Окончив Академию Общественных наук, работал заместителем главного редактора в издательстве «Советская Россия», главным редактором издательства «Детская литература», главным координатором Всероссийской Ассоциации любителей отечественной словесности и культуры «Единение».
Многие годы был первым секретарём Союза писателей России, председателем приёмной комиссии, вёл семинар в Литературном институте.
Автор двадцати двух поэтических книг, многочисленных журнальных публикаций. Занимался переводами кавказских поэтов. 
После распада СССР в 1991 году Чечено-Ингушская АССР прекратила своё существование — Чечня провозгласила независимость, а Ингушетия изъявила желание остаться в составе Российской Федерации.
В 1992 году Ляпин поехал в самый очаг осетино-ингушского конфликта. Поэт держал сторону ингушей, тогда как федеральные СМИ писали об «ингушской агрессии». Игорь Ляпин написал цикл стихов о тех днях. 
В  2003  году, Игорь Ляпин был удостоен ордена «За  заслуги» — высшей государственной награды Ингушетии.
Когда сотрудники Национальной библиотеки Республики Ингушетия узнали, что Игорь Ляпин борется с тяжелейшим недугом в одной из московских клиник, они написали ему письмо поддержки. Получить послание из Ингушетии поэт не успел. 2 июня 2005 года он ушёл из жизни…

### Семья
- Жена: Сартакова Татьяна Сергеевна (14 мая 1945 — 2 декабря 1998)[4], литературовед, дочь писателя Сергея Венедиктовича Сартакова.
  - Дети: Екатерина Игоревна (род. 1971), Татьяна Игоревна (род. 1981).

## Награды
- Лауреат Премии Ленинского комсомола — за книгу стихов «Не в чистом поле» и поэму «Линия судьбы» (1982)
- Лауреат Всероссийской литературной премии «Сталинград»
- Лауреат Международной премии «За гуманизм, человечность и социальную справедливость» имени Вассан-Гирея Джабагиева
- Лауреат Международной литературной премии имени М. А. Шолохова.
- Орден Дружбы народов
- Орден «За заслуги» (Ингушетия)[5]
- Почётный гражданин города Назрани

## Факты
- Находясь на посту Главного редактора издательства «Детская литература», летом 1982 года приказал расторгнуть с писателями Братьями Стругацкими договор на выпуск их романа «Жук и муравейник»[6].

- Пародию на стихотворение Ляпина

Такое утро светлое, погожее,
Речушка убегает за село.
На Льва Толстого облако похожее
По небосклону медленно взошло.
написал Александр Иванов
           <…>
Все небеса великими заляпаны,
И лишь одно гнетет и душу рвет,
Что ничего похожего на Ляпина
По небосклону что-то не плывет.